# 영통동
영통동(靈通洞)은 대한민국 경기도 수원시 영통구의 행정동이자 법정동이다. 영통구 동쪽에 있는 동이다.

## 개요
조선 영,정조대의 화가 강세황의 송도기행첩에 영통동이라는 지명이 나옴 .
영통동은 수원시 동남부에 위치한 신흥 개발도시이자 수원 최대의 주거단지이다. 대규모 아파트단지 및 일반주택이 밀집한 주거지와 대규모 상업단지가 공존하는 복합도시이며, 인접한 지역에 경희대학교 캠퍼스가 있어 대학교 관련 인프라가 형성되어 있는 지역이다. 이곳은 원천리천 유역을 따라 이어진 수원군과 용인군의 경계였던 의곡덕동(이의동)·하동·영통리 일원에 있었으나 수원 화성 계획에 따라 수원부 장주면에 속한 지역으로 1899년에 발간된 『수원군 읍지』에 ‘영통(靈通)’이란 명칭으로 확인된다. 1914년 4월 1일 일제의 행정구역 통폐합 때 태장면 영통리가 되었다. 1949년 8월 15일 수원시로 승격되면서, 화성군 태장면으로 편제되었다. 1963년 1월 1일 법률 1175호로 태장면과 안룡면의 일부 지역이 수원시로 편입되었고, 태장면과 안룡면의 나머지를 통합하여 태안면이라고 개명했는데 이때 이 지역이 태안면에 속하게 된다. 1994년 12월 26일 대통령령 제14434호에 의해 일부 지역이 수원시로 편입되었고, 같은 날 수원시 조례 제1931호로 망포리, 신리를 포괄하는 법정동이 되었다.

## 법정동
- 영통동 (영통 1, 2, 3동)
- 신동, 망포동 일부 (영통2동)

## 교육
- 황곡초등학교
- 청명초등학교
- 신성초등학교
- 신영초등학교
- 영덕초등학교
- 영동초등학교
- 영일초등학교
- 영통초등학교
- 영통중학교
- 영일중학교
- 영덕중학교
- 청명중학교
- 태장중학교
- 수원하이텍고등학교
- 영덕고등학교
- 태장고등학교
- 청명고등학교
- 수원외국인학교

### 수원시영통구사립대학교
- 아주대학교
- 경기대학교 수원캠퍼스
- 합동신학대학원대학교

## 교통 시설
- 분당선

청명역 - 영통역 - 망포역

## 아파트
| 단지명                       | 건설사                                                                       | 시행사                                            | 주소                     | 입주        | 비고                                 |
| ---------------------------- | ---------------------------------------------------------------------------- | ------------------------------------------------- | ------------------------ | ----------- | ------------------------------------ |
| 영통 포레파크원              | 대양건설㈜, 삼익건설㈜ 삼일기업공사, 두진종합건설㈜ 신동아종합건설㈜, ㈜한성 | 대한주택공사                                      | 영통구 영통로 498        | 1997년 12월 | '황골마을 주공1단지'에서 단지명 변경 |
| 청명마을 4단지 주공          | ㈜한양                                                                       | 대한주택공사                                      | 영통구 청명북로 81       | 1997년 12월 |                                      |
| 신나무실 5단지 주공          | ㈜신성                                                                       | 대한주택공사                                      |                          | 1997년 12월 |                                      |
| 벽적골 8단지 주공            | ㈜미주실업                                                                   | 대한주택공사                                      |                          | 1997년 12월 |                                      |
| 영통 센트럴파크뷰            | 한신공영 ㈜신안종합개발                                                      | 대한주택공사                                      | 영통구 영통로514번길 53  | 1999년 5월  | '황골마을 주공2단지'에서 단지명 변경 |
| 벽적골 9단지 주공            | ㈜한양 중앙건설                                                              | 대한주택공사                                      |                          | 1999년 11월 |                                      |
| 영통 에듀파크                | 벽산건설 삼익건설㈜                                                          | 벽산건설 삼익건설㈜                               |                          | 1997년 12월 | '청명마을 삼익벽산'에서 단지명 변경  |
| 황골마을 풍림벽산            | 벽산건설 풍림산업                                                            | 삼호건설㈜ 풍림산업                               | 영통구 봉영로1744번길 11 | 1997년 12월 |                                      |
| 황골마을 신명한국            | 신명주택건설㈜, 한국산업개발㈜                                               | 신명주택건설㈜, 한국산업개발㈜                    |                          | 1997년 12월 |                                      |
| 신나무실 동보신명            | 동보건설㈜, 신명종합건설㈜                                                   | 동보건설㈜, 신명종합건설㈜                        |                          | 1997년 12월 |                                      |
| 신나무실 풍림극동            | 극동건설 풍림산업                                                            | 극동건설 풍림산업                                 | 영통구 봉영로1517번길 30 | 2000년 10월 |                                      |
| 살구골 현대                  | 고려산업개발㈜                                                               | 고려산업개발㈜                                    |                          | 1998년 5월  |                                      |
| 살구골 진덕·서광·성지·동아   | 진덕산업, 동아건설산업 성지건설㈜, ㈜서광건설산업                            | 진덕산업, 동아건설산업 성지건설㈜, ㈜서광건설산업 |                          | 1998년 1월  |                                      |
| 청명마을 래미안 삼성         | 삼성물산㈜ 건설부문                                                          | 삼성생명보험㈜                                    | 영통구 청명북로 33       | 2001년 10월 |                                      |
| 래미안 영통마크원 1단지      | 삼성물산㈜ 건설부문                                                          | ㈜무궁화신탁 신동개발투자회사㈜                   | 영통구 권선로908번길 72  | 2013년 11월 |                                      |
| 래미안 영통마크원 2단지      | 삼성물산㈜ 건설부문                                                          | ㈜무궁화신탁 신동개발투자회사㈜                   | 영통구 삼성로 11         | 2013년 11월 |                                      |
| 청명마을 건영                | 건영                                                                         | 건영                                              | 영통구 청명로 100        | 1999년 2월  |                                      |
| 신나무실 건영                | 건영                                                                         | 건영                                              | 영통구 매영로 346        | 2000년 7월  |                                      |
| 신나무실 신성·신안·쌍용·진흥 | 남광토건, ㈜신성 ㈜신안, 진흥기업                                            | 남광토건, ㈜신성 ㈜신안, 진흥기업                 |                          | 1997년 12월 |                                      |
| 황골마을 쌍용                | 쌍용건설                                                                     | 쌍용건설                                          | 영통구 청명로 100        | 1998년 3월  |                                      |
| 영통 e편한세상               | 대림산업                                                                     | ㈜드림하우징                                      | 영통구 영통로200번길 239 | 2007년 8월  |                                      |

## 시설

### 영통1동

#### 공원/조경/체육시설
- 공원 (황골, 청명, 해오름, 달래, 달님, 미로, 푸른, 샛별, 반달)
- 체육공원 (영흥)
- 어린이공원 (단오, 수정, 으뜸)
- 자연 (청명산)
- 체육시설 (영통체육문화센터, 수원체육문화센터)
- 보호수 (①청명고삼거리, ②느티나무사거리)
- 육교(큰말육교,느티나무골육교(견우광장,직녀광장))

#### 행정관서
- 우편(수원우편집중국, 청명우체국, 황곡우체국)
- 동수원세무서
- 법무부 수원출입국·외국인청
- 경기지방중소기업청
- 영통종합사회복지관
- 반달어린이도서관
- 영통육아종합지원센터
- 영통지구대

#### 상업시설
- 홈플러스 영통점

### 영통2동

#### 공원/조경/체육시설
- 공원 (영통중앙,맨발,신나무실,벽적,살구골)
- 어린이공원 (솔찬,보리수,한울,풀잎,물빛)
- 생태공원 (방향)
- 교통공원 (수원어린이)
- 자연 (독침산,나리키움쉼터)
- 육교(신나무실육교)

#### 행정관서
- 지역난방공사 수원지사
- 영통구보건소
- 경기도선거관리위원회
- 수원지방법원 동수원등기소
- 영통청소년문화의집
- 수원시방범cctv관제센터
- 영통119안전센터
- 영통2동주민센터

#### 기타 시설
- 롯데쇼핑프라자 영통점
- 경기방송
- 영통회차장

### 영통3동

#### 행정관서
- 영통동우체국
- 영통도서관